# Вежбенциці
Вежбенциці (пол. Wierzbięcice, нім. Oppersdorf) — село в Польщі, у гміні Ниса Ниського повіту Опольського воєводства.
Населення — 474 особи (2011).

## Демографія
Демографічна структура станом на 31 березня 2011 року:
|          | Загалом | Допрацездатний вік | Працездатний вік | Постпрацездатний вік |
| -------- | ------- | ------------------ | ---------------- | -------------------- |
| Чоловіки | 243     | 55                 | 170              | 18                   |
| Жінки    | 231     | 43                 | 145              | 43                   |
| Разом    | 474     | 98                 | 315              | 61                   |